# Synsepalum seretii
Synsepalum seretii là một loài thực vật có hoa trong họ Hồng xiêm. Loài này được (De Wild.) T.D.Penn. miêu tả khoa học đầu tiên năm 1991.